# Europese kampioenschappen schaatsen afstanden
De Europese kampioenschappen schaatsen afstanden voor mannen en vrouwen vormen samen een evenement, dat sinds het seizoen 2017/2018 door de Internationale Schaatsunie (ISU) tweejaarlijks wordt georganiseerd in de maand januari. In het tussenliggende seizoen wordt er een gecombineerd evenement met de EK allround en EK sprint voor mannen en vrouwen georganiseerd.

## Ontstaan
Op het ISU-congres in Dublin werd op 12 juni 2014 met grote meerderheid besloten om vanaf seizoen 2016/2017 voor zowel de mannen als de vrouwen een kleine vierkamp te rijden, waarbij de 1000 meter in de plaats van de langste afstand kwam. Ook titels op de onderdelen massastart en ploegenachtervolging werden toegevoegd aan het programma. Dit besluit werd op 8 juni 2016 in Dubrovnik teruggedraaid voordat het daadwerkelijk in was gegaan. De Europese kampioenschappen schaatsen bestaan vanaf het seizoen 2016/2017 om en om uit een allround/sprinttoernooi en een afstandentoernooi. In het seizoen voor en na de Olympische Spelen (oneven jaren) vindt er een gecombineerd EK allround en sprint plaats, en in de even jaren de EK afstanden met de vier traditionele korste afstanden aangevuld met de massastart, ploegenachtervolging en teamsprint op het programma.
Voor de niet-Europese landen worden de Viercontinentenkampioenschappen schaatsen georganiseerd.

## Medaillewinnaars

### Mannen

#### 500 m
| Editie | Goud | Goud               | Zilver | Zilver             | Brons | Brons              |
| ------ | ---- | ------------------ | ------ | ------------------ | ----- | ------------------ |
| 2018   | NED  | Ronald Mulder      | FIN    | Mika Poutala       | RUS   | Pavel Koelizjnikov |
| 2020   | RUS  | Pavel Koelizjnikov | NED    | Dai Dai Ntab       | RUS   | Roeslan Moerasjov  |
| 2022   | POL  | Piotr Michalski    | NED    | Merijn Scheperkamp | NED   | Dai Dai N'tab      |
| 2024   | NED  | Jenning de Boo     | EST    | Marten Liiv        | POL   | Marek Kania        |

| Land | Goud | Zilver | Brons | Tot. |
| ---- | ---- | ------ | ----- | ---- |
| NED  | 2    | 2      | 1     | 5    |
| RUS  | 1    | 0      | 2     | 3    |
| POL  | 1    | 0      | 1     | 2    |
| FIN  | 0    | 1      | 0     | 1    |
| EST  | 0    | 1      | 0     | 1    |

#### 1000 m
| Editie | Goud | Goud               | Zilver | Zilver         | Brons | Brons      |
| ------ | ---- | ------------------ | ------ | -------------- | ----- | ---------- |
| 2018   | RUS  | Pavel Koelizjnikov | RUS    | Denis Joeskov  | GER   | Nico Ihle  |
| 2020   | RUS  | Pavel Koelizjnikov | NED    | Thomas Krol    | NED   | Kai Verbij |
| 2022   | NED  | Thomas Krol        | NED    | Kjeld Nuis     | NED   | Kai Verbij |
| 2024   | NED  | Kjeld Nuis         | NED    | Jenning de Boo | NED   | Tim Prins  |

| Land | Goud | Zilver | Brons | Tot. |
| ---- | ---- | ------ | ----- | ---- |
| NED  | 2    | 3      | 3     | 8    |
| RUS  | 2    | 1      | 0     | 3    |
| GER  | 0    | 0      | 1     | 1    |

#### 1500 m
| Editie | Goud | Goud            | Zilver | Zilver        | Brons | Brons                |
| ------ | ---- | --------------- | ------ | ------------- | ----- | -------------------- |
| 2018   | RUS  | Denis Joeskov   | NED    | Thomas Krol   | NED   | Koen Verweij         |
| 2020   | NED  | Thomas Krol     | RUS    | Denis Joeskov | NED   | Patrick Roest        |
| 2022   | NED  | Kjeld Nuis      | NED    | Thomas Krol   | NOR   | Allan Dahl Johansson |
| 2024   | NOR  | Peder Kongshaug | NED    | Kjeld Nuis    | NED   | Patrick Roest        |

| Land | Goud | Zilver | Brons | Tot. |
| ---- | ---- | ------ | ----- | ---- |
| NED  | 2    | 3      | 3     | 8    |
| RUS  | 1    | 1      | 0     | 2    |
| NOR  | 1    | 0      | 1     | 2    |

#### 5000 m
| Editie | Goud | Goud            | Zilver | Zilver                | Brons | Brons               |
| ------ | ---- | --------------- | ------ | --------------------- | ----- | ------------------- |
| 2018   | ITA  | Nicola Tumolero | RUS    | Aleksandr Roemjantsev | NED   | Marcel Bosker       |
| 2020   | NED  | Patrick Roest   | NED    | Sven Kramer           | RUS   | Denis Joeskov       |
| 2022   | NED  | Patrick Roest   | NED    | Jorrit Bergsma        | NOR   | Hallgeir Engebråten |
| 2024   | NED  | Patrick Roest   | ITA    | Davide Ghiotto        | NOR   | Sander Eitrem       |

| Land | Goud | Zilver | Brons | Tot. |
| ---- | ---- | ------ | ----- | ---- |
| NED  | 3    | 2      | 1     | 6    |
| ITA  | 1    | 1      | 0     | 2    |
| RUS  | 0    | 1      | 1     | 2    |
| NOR  | 0    | 0      | 2     | 2    |

#### Massastart
| Editie | Goud | Goud            | Zilver | Zilver            | Brons | Brons                |
| ------ | ---- | --------------- | ------ | ----------------- | ----- | -------------------- |
| 2018   | NED  | Jan Blokhuijsen | ITA    | Andrea Giovannini | RUS   | Roeslan Zacharov     |
| 2020   | BEL  | Bart Swings     | NED    | Arjan Stroetinga  | RUS   | Danila Semerikov     |
| 2022   | BEL  | Bart Swings     | SUI    | Livio Wenger      | RUS   | Roeslan Zacharov     |
| 2024   | BEL  | Bart Swings     | AUT    | Gabriel Odor      | NOR   | Allan Dahl Johansson |

| Land | Goud | Zilver | Brons | Tot. |
| ---- | ---- | ------ | ----- | ---- |
| BEL  | 3    | 0      | 0     | 3    |
| NED  | 1    | 1      | 0     | 2    |
| SUI  | 0    | 1      | 0     | 1    |
| ITA  | 0    | 1      | 0     | 1    |
| AUT  | 0    | 1      | 0     | 1    |
| RUS  | 0    | 0      | 3     | 3    |
| NOR  | 0    | 0      | 1     | 1    |

#### Ploegenachtervolging
| Editie | Goud | Goud                                                | Zilver | Zilver                                                         | Brons | Brons                                                  |
| ------ | ---- | --------------------------------------------------- | ------ | -------------------------------------------------------------- | ----- | ------------------------------------------------------ |
| 2018   | NED  | Jan Blokhuijsen Marcel Bosker Simon Schouten        | RUS    | Sergej Grjaztsov Aleksandr Roemjantsev Danila Semerikov        | POL   | Zbigniew Bródka Jan Szymański Adrian Wielgat           |
| 2020   | NED  | Marcel Bosker Sven Kramer Patrick Roest             | RUS    | Denis Joeskov Aleksandr Roemjantsev Danila Semerikov           | NOR   | Håvard Bøkko Hallgeir Engebråten Sverre Lunde Pedersen |
| 2022   | NED  | Marcel Bosker Sven Kramer Patrick Roest             | NOR    | Allan Dahl Johansson Hallgeir Engebråten Sverre Lunde Pedersen | ITA   | Andrea Giovannini Davide Ghiotto Michele Malfatti      |
| 2024   | NOR  | Sander Eitrem Peder Kongshaug Sverre Lunde Pedersen | ITA    | Andrea Giovannini Davide Ghiotto Michele Malfatti              | NED   | Marcel Bosker Chris Huizinga Bart Hoolwerf             |

| Land | Goud | Zilver | Brons | Tot. |
| ---- | ---- | ------ | ----- | ---- |
| NED  | 3    | 0      | 1     | 4    |
| NOR  | 1    | 1      | 1     | 3    |
| RUS  | 0    | 2      | 0     | 2    |
| ITA  | 0    | 1      | 1     | 2    |
| POL  | 0    | 0      | 1     | 1    |

#### Teamsprint
| Editie | Goud | Goud                                                   | Zilver | Zilver                                                            | Brons | Brons                                           |
| ------ | ---- | ------------------------------------------------------ | ------ | ----------------------------------------------------------------- | ----- | ----------------------------------------------- |
| 2018   | RUS  | Denis Joeskov Pavel Koelizjnikov Roeslan Moerasjov     | FIN    | Pekka Koskela Harri Levo Mika Poutala                             | POL   | Sebastian Kłosiński Piotr Michalski Artur Nogal |
| 2020   | RUS  | Pavel Koelizjnikov Roeslan Moerasjov Viktor Moesjtakov | NOR    | Odin By Farstad Håvard Lorentzen Bjørn Magnussen                  | SUI   | Oliver Grob Christian Oberbichler Livio Wenger  |
| 2022   | NED  | Merijn Scheperkamp Kai Verbij Tijmen Snel              | NOR    | Bjørn Magnussen Håvard Lorentzen Henrik Fagerli Rukke             | POL   | Marek Kania Damian Żurek Piotr Michalski        |
| 2024   | POL  | Marek Kania Piotr Michalski Damian Żurek               | NOR    | Pål Myhren Kristensen Bjørn Magnussen Håvard Holmefjord Lorentzen | NED   | Stefan Westenbroek Jenning de Boo Wesly Dijs    |

| Land | Goud | Zilver | Brons | Tot. |
| ---- | ---- | ------ | ----- | ---- |
| RUS  | 2    | 0      | 0     | 2    |
| POL  | 1    | 0      | 2     | 3    |
| NED  | 1    | 0      | 1     | 2    |
| NOR  | 0    | 3      | 0     | 3    |
| FIN  | 0    | 1      | 0     | 1    |
| SUI  | 0    | 0      | 1     | 1    |

### Vrouwen

#### 500 m
| Editie | Goud | Goud            | Zilver | Zilver            | Brons | Brons             |
| ------ | ---- | --------------- | ------ | ----------------- | ----- | ----------------- |
| 2018   | AUT  | Vanessa Herzog  | RUS    | Angelina Golikova | CZE   | Karolina Erbanová |
| 2020   | RUS  | Olga Fatkoelina | AUT    | Vanessa Herzog    | RUS   | Angelina Golikova |
| 2022   | NED  | Femke Kok       | RUS    | Angelina Golikova | RUS   | Darja Katsjanova  |
| 2024   | NED  | Femke Kok       | NED    | Jutta Leerdam     | AUT   | Vanessa Herzog    |

| Land | Goud | Zilver | Brons | Tot. |
| ---- | ---- | ------ | ----- | ---- |
| NED  | 2    | 1      | 0     | 3    |
| RUS  | 1    | 2      | 2     | 5    |
| AUT  | 1    | 1      | 1     | 3    |
| CZE  | 0    | 0      | 1     | 1    |

#### 1000 m
| Editie | Goud | Goud                | Zilver | Zilver                    | Brons | Brons               |
| ------ | ---- | ------------------- | ------ | ------------------------- | ----- | ------------------- |
| 2018   | RUS  | Jekaterina Sjichova | AUT    | Vanessa Herzog            | NED   | Marrit Leenstra     |
| 2020   | NED  | Jutta Leerdam       | RUS    | Daria Katsjanova          | RUS   | Jekaterina Sjichova |
| 2022   | NED  | Jutta Leerdam       | NED    | Femke Kok                 | RUS   | Daria Katsjanova    |
| 2024   | NED  | Jutta Leerdam       | NED    | Antoinette Rijpma-de Jong | AUT   | Vanessa Herzog      |

| Land | Goud | Zilver | Brons | Tot. |
| ---- | ---- | ------ | ----- | ---- |
| NED  | 3    | 2      | 1     | 6    |
| RUS  | 1    | 1      | 2     | 4    |
| AUT  | 0    | 1      | 1     | 2    |

#### 1500 m
| Editie | Goud | Goud                      | Zilver | Zilver              | Brons | Brons                  |
| ------ | ---- | ------------------------- | ------ | ------------------- | ----- | ---------------------- |
| 2018   | NED  | Lotte van Beek            | RUS    | Jekaterina Sjichova | NED   | Marrit Leenstra        |
| 2020   | NED  | Ireen Wüst                | RUS    | Jevgenia Lalenkova  | RUS   | Jekaterina Sjichova    |
| 2022   | NED  | Antoinette de Jong        | NED    | Ireen Wüst          | ITA   | Francesca Lollobrigida |
| 2024   | NED  | Antoinette Rijpma-de Jong | NED    | Marijke Groenewoud  | NED   | Joy Beune              |

| Land | Goud | Zilver | Brons | Tot. |
| ---- | ---- | ------ | ----- | ---- |
| NED  | 4    | 2      | 2     | 8    |
| RUS  | 0    | 2      | 1     | 3    |
| ITA  | 0    | 0      | 1     | 1    |

#### 3000 m
| Editie | Goud | Goud               | Zilver | Zilver              | Brons | Brons                  |
| ------ | ---- | ------------------ | ------ | ------------------- | ----- | ---------------------- |
| 2018   | NED  | Esmee Visser       | NED    | Carlijn Achtereekte | RUS   | Natalia Voronina       |
| 2020   | NED  | Esmee Visser       | RUS    | Natalia Voronina    | ITA   | Francesca Lollobrigida |
| 2022   | NED  | Irene Schouten     | NED    | Antoinette de Jong  | ITA   | Francesca Lollobrigida |
| 2024   | NED  | Marijke Groenewoud | NED    | Irene Schouten      | NOR   | Ragne Wiklund          |

| Land | Goud | Zilver | Brons | Tot. |
| ---- | ---- | ------ | ----- | ---- |
| NED  | 4    | 3      | 0     | 7    |
| RUS  | 0    | 1      | 1     | 2    |
| ITA  | 0    | 0      | 2     | 2    |
| NOR  | 0    | 0      | 1     | 1    |

#### Massastart
| Editie | Goud | Goud                   | Zilver | Zilver                 | Brons | Brons                  |
| ------ | ---- | ---------------------- | ------ | ---------------------- | ----- | ---------------------- |
| 2018   | ITA  | Francesca Lollobrigida | ITA    | Francesca Bettrone     | AUT   | Vanessa Herzog         |
| 2020   | NED  | Irene Schouten         | ITA    | Francesca Lollobrigida | NED   | Melissa Wijfje         |
| 2022   | NED  | Irene Schouten         | NED    | Marijke Groenewoud     | RUS   | Jelizaveta Goloebeva   |
| 2024   | NED  | Marijke Groenewoud     | NED    | Irene Schouten         | ITA   | Francesca Lollobrigida |

| Land | Goud | Zilver | Brons | Tot. |
| ---- | ---- | ------ | ----- | ---- |
| NED  | 3    | 2      | 1     | 6    |
| ITA  | 1    | 2      | 1     | 4    |
| AUT  | 0    | 0      | 1     | 1    |
| RUS  | 0    | 0      | 1     | 1    |

#### Ploegenachtervolging
| Editie | Goud      | Goud                                          | Zilver    | Zilver                                                    | Brons       | Brons                                                    |
| ------ | --------- | --------------------------------------------- | --------- | --------------------------------------------------------- | ----------- | -------------------------------------------------------- |
| 2018   | NED       | Lotte van Beek Marrit Leenstra Melissa Wijfje | RUS       | Olga Graf Jekaterina Sjichova Natalia Voronina            | GER         | Roxanne Dufter Gabriele Hirschbichler Michelle Uhrig     |
| 2020   | NED       | Antoinette de Jong Melissa Wijfje Ireen Wüst  | RUS       | Jelizaveta Kazelina Jevgenia Lalenkova Natalia Voronina   | BLR         | Tatjana Michajlova Jevgenia Vorobjova Marina Zoejeva     |
| 2022   | NED       | Antoinette de Jong Irene Schouten Ireen Wüst  | NOR       | Marit Fjellanger Bøhm Sofie Karoline Haugen Ragne Wiklund | RUS         | Jelizaveta Goloebeva Jevgenia Lalenkova Natalja Voronina |
| 2024   | Nederland | Joy Beune Irene Schouten Marijke Groenewoud   | Duitsland | Josephine Schlörb Josie Hofmann Lea Sophie Scholz         | Zwitserland | Jasmin Güntert Kaitlyn McGregor Ramona Härdi             |

| Land | Goud | Zilver | Brons | Tot. |
| ---- | ---- | ------ | ----- | ---- |
| NED  | 4    | 0      | 0     | 4    |
| RUS  | 0    | 2      | 1     | 3    |
| GER  | 0    | 1      | 1     | 2    |
| NOR  | 0    | 1      | 0     | 1    |
| BLR  | 0    | 0      | 1     | 1    |
| CHE  | 0    | 0      | 1     | 1    |

#### Teamsprint
| Editie | Goud | Goud                                                  | Zilver | Zilver                                              | Brons | Brons                                                  |
| ------ | ---- | ----------------------------------------------------- | ------ | --------------------------------------------------- | ----- | ------------------------------------------------------ |
| 2018   | RUS  | Olga Fatkoelina Angelina Golikova Jelizaveta Kazelina | NED    | Letitia de Jong Mayon Kuipers Sanneke de Neeling    | NOR   | Anne Gulbrandsen Sofie Karoline Haugen Martine Ripsrud |
| 2020   | RUS  | Olga Fatkoelina Angelina Golikova Daria Katsjanova    | NED    | Letitia de Jong Femke Kok Ireen Wüst                | POL   | Natalia Czerwonka Andżelika Wójcik Kaja Ziomek         |
| 2022   | POL  | Karolina Bosiek Andżelika Wójcik Kaja Ziomek          | BLR    | Anna Nifontova Jekaterina Sloeva Jevgenia Vorobjova | NOR   | Ane By Farstad Martine Ripsrud Julie Nistad Samsonsen  |
| 2024   | NED  | Femke Kok Marrit Fledderus Antoinette Rijpma-de Jong  | POL    | Andżelika Wójcik Iga Wojtasik Karolina Bosiek       | NOR   | Carina Jagtøyen Julie Nistad Samsonsen Martine Ripsrud |

| Land | Goud | Zilver | Brons | Tot. |
| ---- | ---- | ------ | ----- | ---- |
| RUS  | 2    | 0      | 0     | 2    |
| NED  | 1    | 2      | 0     | 3    |
| POL  | 1    | 1      | 1     | 3    |
| BLR  | 0    | 1      | 0     | 1    |
| NOR  | 0    | 0      | 3     | 3    |